# Gratiféria

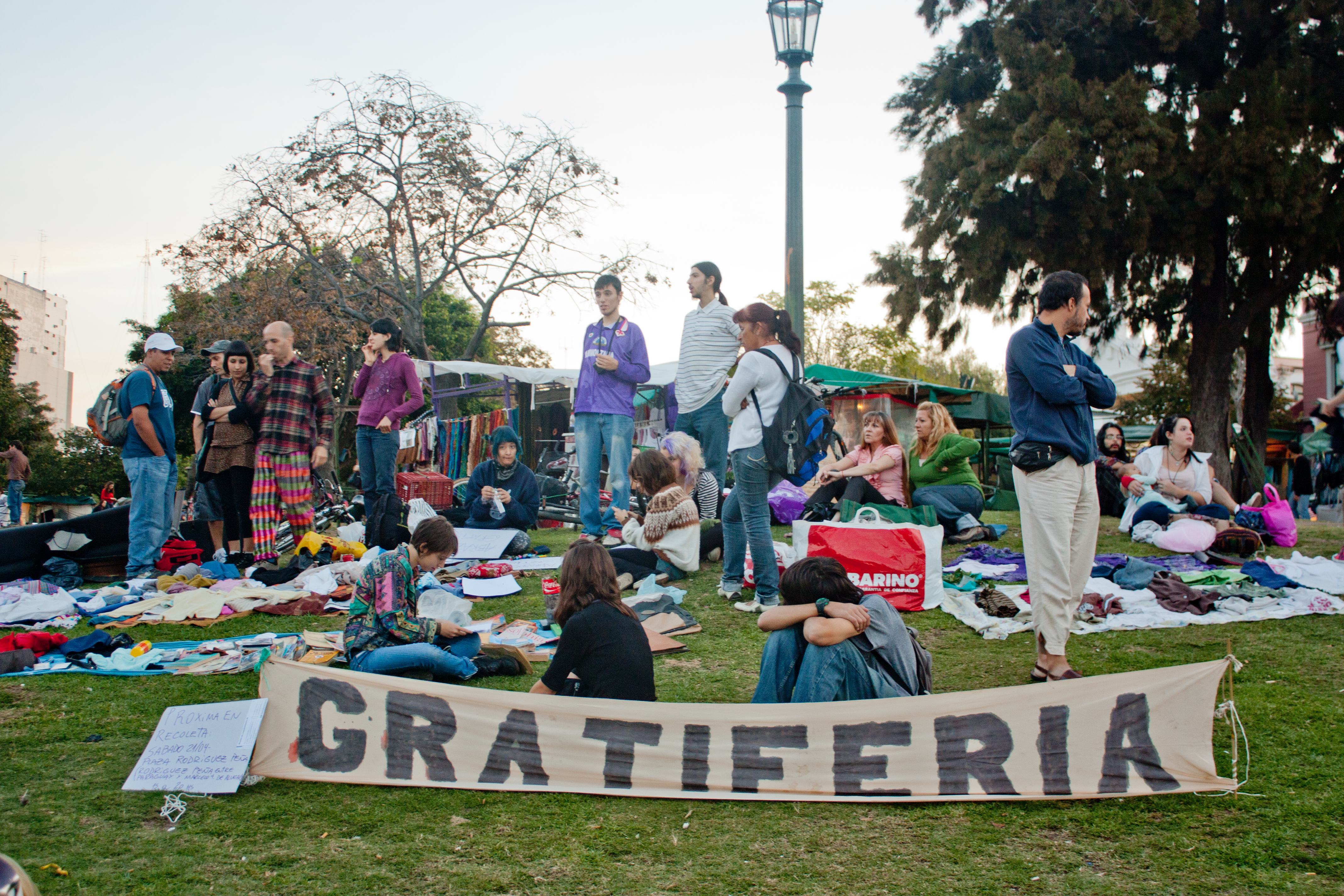
Gratiféria sur une place de Buenos Aires.

Gratiféria est un néologisme espagnol sur la base de "gratis" (qui signifie gratuit) et "feria" (que l'on peut traduire par foire).

## Description
Une gratiféria peut se comprendre comme  un marché gratuit. Cependant, il s'agit plutôt d'une foire, voire d'une fête. Le principe est de donner gratuitement:
- des objets
- des services
- des performances artistiques
- des compétences
- des aliments
- des idées

Les participants peuvent se servir librement sans contrepartie. Contrairement à celui du troc, le système de la gratiféria ne repose donc pas sur l'échange matériel. Chacun peut s'approprier ce qu'il souhaite sans réciprocité systématique. La gratiféria peut présenter une alternative à la logique du capitalisme. 
Le système de la gratiféria fut lancé en 2010 par l'Argentin Ariel Rodríguez Bosio, dans une situation d'encombrement par des objets devenus inutiles.
Dans de nombreux cas, les collectivités locales sont à l'initiative, comme dans le bassin annécien, le Genevois haut-savoyard ou la vallée de l'Arve.